# 죄책감

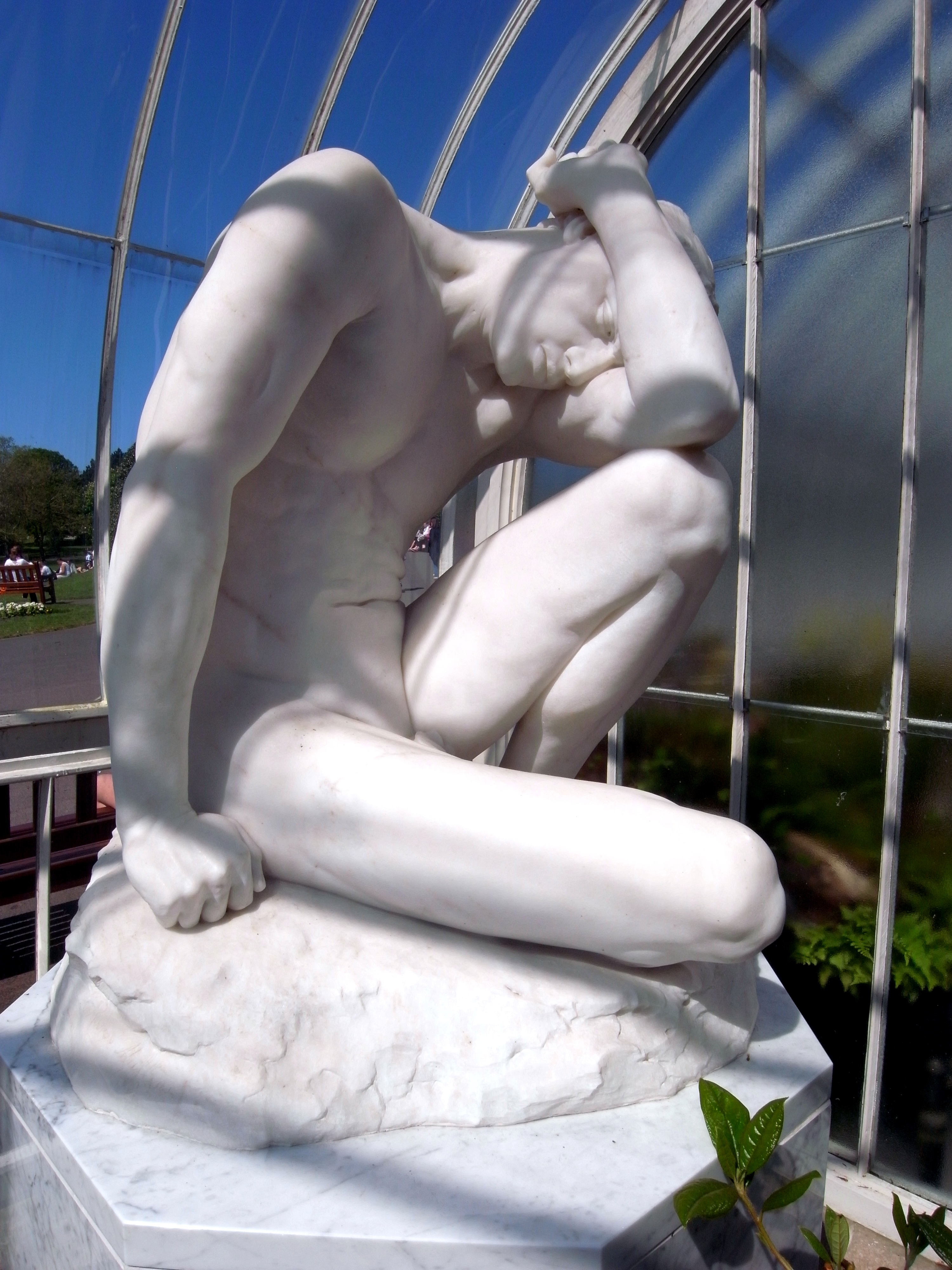
글래스고 식물원(Glasgow Botanic Gardens). 키블 궁전(Kibble Palace). 에드윈 로스코 멀린스(Edwin Roscoe Mullins) – 카인 혹은 나의 벌은 견딜 수 있는 것보다 크다(Cain or My Punishment is Greater than I can Bear) (창세기 4:13), (1899년경).

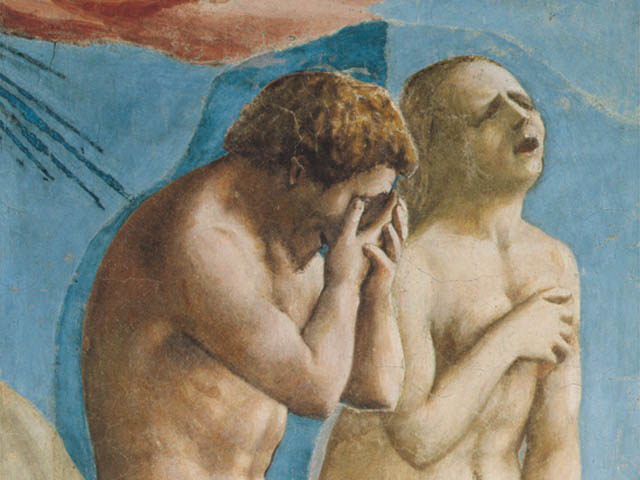

죄책감(罪責感, guilt)은 정확할 수도 있고 아닐 수도 있으나, 자신만의 행위 기준을 타협하거나 보편적 도덕적 기준을 어겨 그러한 위반 행위에 중대한 책임감을 느낀다고 믿거나 인지할 때 느끼는 도덕 감정(moral emotion)이다. 죄책감은 회한(remorse), 후회(regret), 수치심(shame)과 관련 있다.
죄책감은 지속적인 강박장애(obsessive–compulsive disorder) 증상의 중요 요소이다.

## 어원
guilt의 어원은 불분명하지만 고대 영어(Old English)의 form 'gylt'에서 온 것으로 보인다. 이는 "범죄(crime), 원죄(sin), 잘못(fault), 벌금(fine), 빚(debt)"을 의미하며 지불하다(to pay for), 빚(debt)을 뜻하는 고대 영어 'gieldan'에서 온 것으로 보인다. 주기도문(the Lord's Prayer)에서의 라틴어 'debitum'의 번역어와 마태복음 18장 27절에서의 용법, 그리고 'gyltiȝ'라는 단어가 마태복음 18장 23절에서 'debet'으로 번역되었다는 점에서, 'gieldan'의 일차적 의미는 '빚'이었다고 추정되어 왔지만 직접 증거는 없다.
이것이 "죄책감(sense of guilt)"이라는 뜻으로 발전한 것은 1690년 원의를 오용한 것이라고 처음 기록한 것이다. 1941년에는 "Guilt by association"이라고 처음 기록되었다.
"Guilty" 역시 고대 영어 'gyltig'에서 왔는데, gyltig은 'gylt'에서 왔다.

## 심리학
죄책감과 원인, 이점, 불이익은 심리학과 정신의학에서 공통 주제이다. 특수 언어와 일반 언어에서 죄책감은 사람이 해서는 안 되었던 일을 한 것, 혹은 반대로 해야 했던 일을 하지 않은 것에 대한 갈등을 겪는 정동상태(affective state)이다. 죄책감은 양심(conscience)이 추동하는 쉽게 사라지지 않는 감정을 일으킨다. 지그문트 프로이트(Sigmund Freud)는 자아(ego)와 초자아(superego) 즉 부모 각인(parental imprinting) 사이에서 발생하는 분투의 결과라고 설명하였다. 프로이트는 아플 때 처벌하거나 좋을 때 보상하는 신의 역할을 거절하였다. 환자에게서 죄책감의 한 자원을 제거한 반면 그는 다른 것을 설명하였다. 이는 발병에 기여하는 사람 안의 무의식적 힘(unconscious force)으로, 프로이트는 사실 "회복할 모든 장벽 중 가장 강력한 것으로서 ... 죄책감의 무의식적 의미의 장벽(the obstacle of an unconscious sense of guilt...as the most powerful of all obstacles to recovery)"이라고 생각하였던 것이다. 자크 라캉(Jacques Lacan)은 프로이트의 이론을 해석하면서, 죄책감은 상징계(the Symbolic order) 형태에서의 정상성(normality)을 인식한 기표적 주체(signifying subject)의 불가피한 동반자라고 보았다.
앨리스 밀러(Alice Miller)는 "많은 사람들은 자기 부모의 기대에 부응하지 못하였다는 느낌이라는 이러한 가혹한 죄책감으로부터 자신의 삶 전부가 고통받으며...어떤 논의도 이러한 죄책감을 극복할 수 없는 것은 삶의 최초 기간에서 시작하여 그로부터 강렬함을 얻기 때문(many people suffer all their lives from this oppressive feeling of guilt, the sense of not having lived up to their parents' expectations....no argument can overcome these guilt feelings, for they have their beginnings in life's earliest period, and from that they derive their intensity)"이라고 주장하였다. 이는 레스 패럿(Les Parrott)이 "잘못된 죄책감 질병 ... 잘못된 죄책감의 근원은 너가 '느끼는' 것이 진실이어야 한다는 생각이다.(the disease of false guilt....At the root of false guilt is the idea that what you feel must be true.)"라고 한 것과 관련된다.
치료사들은 사랑하는 사람이 사망하는 트라우마적 사건으로주터 살아남은 자의 비슷한 죄책감, 일명 생존자 죄책감(survivor's guilt)이라는 것을 인식하였더.
철학자 마르틴 부버(Martin Buber)는 내적 갈등(internal conflict)에 기반한 프로이트학파의 죄책감 정의와 타인에게 가한 실제 상해에 기반한 '존재적 죄책감(existential guilt)'의 차이를 강조하였다.
죄책감은 불안과 연결되기도 한다. 오토 페니첼(Otto Fenichel)에 의하면, 조증(mania)에서 환자는 죄책감에 대하여 "보상과잉에 의한 거절의 방어기제이며 ... 죄책감 없는 사람이 되는 것을 재현한다(the defense mechanism of denial by overcompensation...re-enacts being a person without guilt feelings.)"고 적용하는데 성공적이다.
심리학 연구에서 죄책감은 별도 정서 척도(Differential Emotions Scale) (Izard's DES)나 네덜란드 죄책감 측정 도구(Dutch Guilt Measurement Instrument)와 같은 설문을 이용하여 측정할 수 있다.

### 방어
정신분석학 이론에서 죄책감을 느끼는 것에 대한 방어는
개인의 성격애서 가장 중요한 부분이다. 죄책감 회피에 사용될 수 있는 방법은 다양하다.
1. 억압(Repression)은 초자아와 자아가 본능적 충동을 막기 위하여 사용하지만, 때에 따라서는 초자아/양심 자체에 대하여 사용하기도 한다.[12] 방어가 실패하면, (억압의 대가로 인하여) 그때 당시에는 가볍게 한 행동에 대하여 몇년 후에는 죄책감을 느끼기 시작한다.[13]
2. 투사(Projection)는 넓은 적용 범위를 갖는 또다른 방어도구이다. 누군가의 사고나 불운의 피해자에게 비난이 쏟아지며, 피해자가 타인의 적대감을 끌어들인 잘못을 범했다는 피해자 비난(blaming the victim)이라는 형태를 띨 수 있다.[14] 대안적으로, 개인의 양심보다 행동을 더 호의적으로 지켜보려는 희망으로, 죄책감이 아니라 비난 작용(condemning agency) 자체가 타인에게 투사될 수 있다. 이는 관계 사고(ideas of reference)에 가까운 과정이다.[15]
3. 죄책감 공유 및 그를 통한 죄책감과 함께 혼자 있는 것을 더는 일은 미술과 농담 모두에서 동기력(motive force)이다. 잘못하였다고 간주되는 누군가로부터 죄책감을 "빌리는" 것이 가능하며, 이를 통하여 자신을 달랜다.[16]
4. 자해(Self-harm)는 죄를 지은 대상에 대한 보상의 대안으로 사용된다. 보상되지 않은 죄책감에 대한 결과로서, 자신에게 열려 있는 기회나 마땅히 받아야 할 혜택을 스스로에게 용납하지 않는 형태로 나타날 수 있다.[17]

### 행동 반응
죄책감 경향은 자신의 실수에 대하여, 심지어 타인이 실수를 모름에도, 부정적 정서를 느끼는 경향을 반영하는 성격 특질(personality trait)이다. 죄책감 경향은 도덕적 성격과 관련 있다. 마찬가지로, 죄책감은 이후에 선한 행동을 유도할 수 있다. 죄책감을 느끼는 사람은 억제(restraint) 행동을 하거나, 자기면죄(self-indulgence)를 피하거나, 편견이 덜한 경향을 보일 수 있다. 죄책감은 그것이 일으키는 부정적 정서를 경감하기 위한 보상 행동을 촉진하는 것으로 보인다. 사람들은 자신이 잘못을 저지르거나 해를 끼친 사람들에 대한 타겟팅된 특정 보상 행동을 하는 것으로 보인다. 또한 죄책감 경향은 신뢰성(trustworthiness)의 중요한 전구체(predictor)이다. 죄책감 성향 사람들의 책임감은 강하며, 이것이 이들을 신뢰하게 만든다.

### 사이코패스의 죄책감 결여
Individuals high in psychopathy lack any true sense of guilt or remorse for harm they may have caused others. Instead, they rationalize their behavior, blame someone else, or deny it outright. People with psychopathy have a tendency to be harmful to themselves and to others. They have little ability to plan ahead for the future. An individual with psychopathy will never find themselves at fault because they will do whatever it takes to benefit themselves without reservation. A person that does not feel guilt or remorse would have no reason to find themselves at fault for something that they did with the intention of hurting another person. To a person high in psychopathy, their actions can always be rationalized to be the fault of another person. This is seen by psychologists as part of a lack of moral reasoning (in comparison with the majority of humans), an inability to evaluate situations in a moral framework, and an inability to develop emotional bonds with other people due to a lack of empathy.
One study on psychopaths found that, under certain circumstances, they could willfully empathize with others, and that their empathic reaction initiated the same way it does for controls. Psychopathic criminals were brain-scanned while watching videos of a person harming another individual. The psychopaths' empathic reaction initiated the same way it did for controls when they were instructed to empathize with the harmed individual, and the area of the brain relating to pain was activated when the psychopaths were asked to imagine how the harmed individual felt. The research suggests psychopaths can switch empathy on at will, which would enable them to be both callous and charming. The team who conducted the study say they do not know how to transform this willful empathy into the spontaneous empathy most people have, though they propose it might be possible to rehabilitate psychopaths by helping them to activate their "empathy switch". Others suggested that it remains unclear whether psychopaths' experience of empathy was the same as that of controls, and also questioned the possibility of devising therapeutic interventions that would make the empathic reactions more automatic.
Neuroscientist Antonio R. Damasio and his colleagues showed that subjects with damage to the ventromedial prefrontal cortex lack the ability to empathically feel their way to moral answers, and that when confronted with moral dilemmas, these brain-damaged patients coldly came up with "end-justifies-the-means" answers, leading Damasio to conclude that the point was not that they reached immoral conclusions, but that when they were confronted by a difficult issue – in this case as whether to shoot down a passenger plane hijacked by terrorists before it hits a major city – these patients appear to reach decisions without the anguish that afflicts those with normally functioning brains. According to Adrian Raine, a clinical neuroscientist also at the University of Southern California, one of this study's implications is that society may have to rethink how it judges immoral people: "Psychopaths often feel no empathy or remorse. Without that awareness, people relying exclusively on reasoning seem to find it harder to sort their way through moral thickets. Does that mean they should be held to different standards of accountability?"

### 원인

#### 진화론
Some evolutionary psychologists theorize that guilt and shame helped maintain beneficial relationships, such as reciprocal altruism. If a person feels guilty when he harms another or fails to reciprocate kindness, he is more likely not to harm others or become too selfish. In this way, he reduces the chances of retaliation by members of his tribe, and thereby increases his survival prospects, and those of the tribe or group. As with any other emotion, guilt can be manipulated to control or influence others. As highly social animals living in large, relatively stable groups, humans need ways to deal with conflicts and events in which they inadvertently or purposefully harm others. If someone causes harm to another, and then feels guilt and demonstrates regret and sorrow, the person harmed is likely to forgive. Thus, guilt makes it possible to forgive, and helps hold the social group together.

## 인디언들의 이야기
미국 인디언들의 옛 이야기에 따르면 모든 사람들의 마음 속에는 세모진 쇳조각이 있으며, 그 사람이 나쁜 짓을 할 때마다 그 쇳조각이 돌아가면서 그 사람의 마음을 아프게 하는데, 이때 느끼는 아픔이 죄책감이라고 한다. 사람이 맨 처음 나쁜 일을 할 때에는 그 죄책감이 상당히 크나, 가면 갈수록 그 쇳조각의 날이 무뎌져서 사람이 죄책감을 덜 느끼게 된다고 한다. 이는 살인을 계속 저질러 온 범죄자가 다음에도 범죄를 가볍게 저지를 수 있는 것에서 그 중심 내용은 사실이라 볼 수 있다.

## 문학에서의 죄책감[33]
죄책감은 문학에서 시대를 불문하고 자주 등장한다. 지그문트 프로이트는 죄책감이 문명의 발전에 가장 중요한 문제라고 말했다. 그는 정신분석학이 죄책감을 다룬 문학에서 기인한다고 주장했다.
맥베스 (희곡)에서 맥베스는 살해된 반쿠오의 유령에서 죄책감을 느낀다.  위대한 유산 (소설)에서 핍은 누나의 집에서 도구를 훔쳐 죄수를 도와 준 것에 대하여 죄책감을 느낀다. 오이디푸스왕은 그의 부친을 살해하고 모친과 결혼한 것을 나중에 알게 되자, 스스로 실명을 한다.
햄릿에서 햄릿은 자신의 아버지의 죽음에 대한 복수를 하지 못한 데에서 죄책감을 느낀다.
청교도의 삶을 그린 주홍 글씨에서 딤스데일은 헤스더와의 불륜을 인정하지 않지만 그는 죄책감에 사로잡힌다.
조너선 에드워즈 (신학자)는 그의 설교 '하나님의 손안에 있는 죄인'에서 구약에 등장하는 진노의 하나님을 묘사하였다.

## 같이 보기

### 감정
- 공포
- 당혹감
- 불안
- 불안정
- 수치심
- 원망
- 회한
- 후회

### 행동
- 자책

### 인물
- 조르주 바타유
- 프리드리히 니체